# Latarnia Morska Rozewie
Latarnia Morska Rozewie – latarnia morska na polskim wybrzeżu Bałtyku, położona na przylądku Rozewie (powiat pucki), w gminie Władysławowo, pomiędzy miejscowościami Jastrzębia Góra i Chłapowo.
Latarnia znajduje się pomiędzy Latarnią Morską Stilo a Latarnią Morską Jastarnia. Latarnia morska Rozewie ma największy zasięg nominalny ze wszystkich latarń polskiego wybrzeża.

## Latarnie rozewskie – informacje ogólne
Na Rozewiu istnieją dwie latarnie: stara i nowa. Nazwy: stara i nowa nie są jednoznaczne i są błędnie używane zamiennie dla obu rozewskich latarni. Przyczyniła się do tego historia ich budowy i modernizacji oraz okres w którym świeciły równocześnie.
„Stara latarnia” – to czynna do dziś latarnia z 1822 roku, poddana dwóm istotnym modernizacjom w 1910 i 1978 roku. „Nowa latarnia” – uruchomiona w 1875 i do 1910 funkcjonowała równocześnie ze „starą latarnią” rozewską. Została wyłączona z eksploatacji w 1910 roku po modernizacji „starej”, którą wyposażono w światło elektryczne o unikalnej charakterystyce świecenia.
Po II wojnie światowej, w PRL, była eksploatowana do około 1990 roku jako wieża obserwacyjna i miejsce lokalizacji anteny radaru strażnicy WOP. Latarnię z 1875 udostępniono do zwiedzania 1 maja 2022.

## Czynna latarnia
Nazywana „starą”, „pierwszą” lub „Rozewie I”.

### Dane techniczne
- Nr polski 0482 (w polskim Spisie świateł) tom I wyd. 2019
- Nr brytyjski C2960 (w brytyjskim Spisie Świateł vol C)
- Położenie: 54°49,82′ N 18°20,18′ E[6]
- Wysokość wieży: 32,7 m
- Wysokość światła: 83 m n.p.m.
- Zasięg nominalny światła: 26 Mm (48,2 km)
- Charakterystyka światła: Błyskowe, skrót międzynarodowy: FI
  - Światło: 0,1 s
  - Przerwa: 2,9 s
  - Okres: 3 s

## Światło

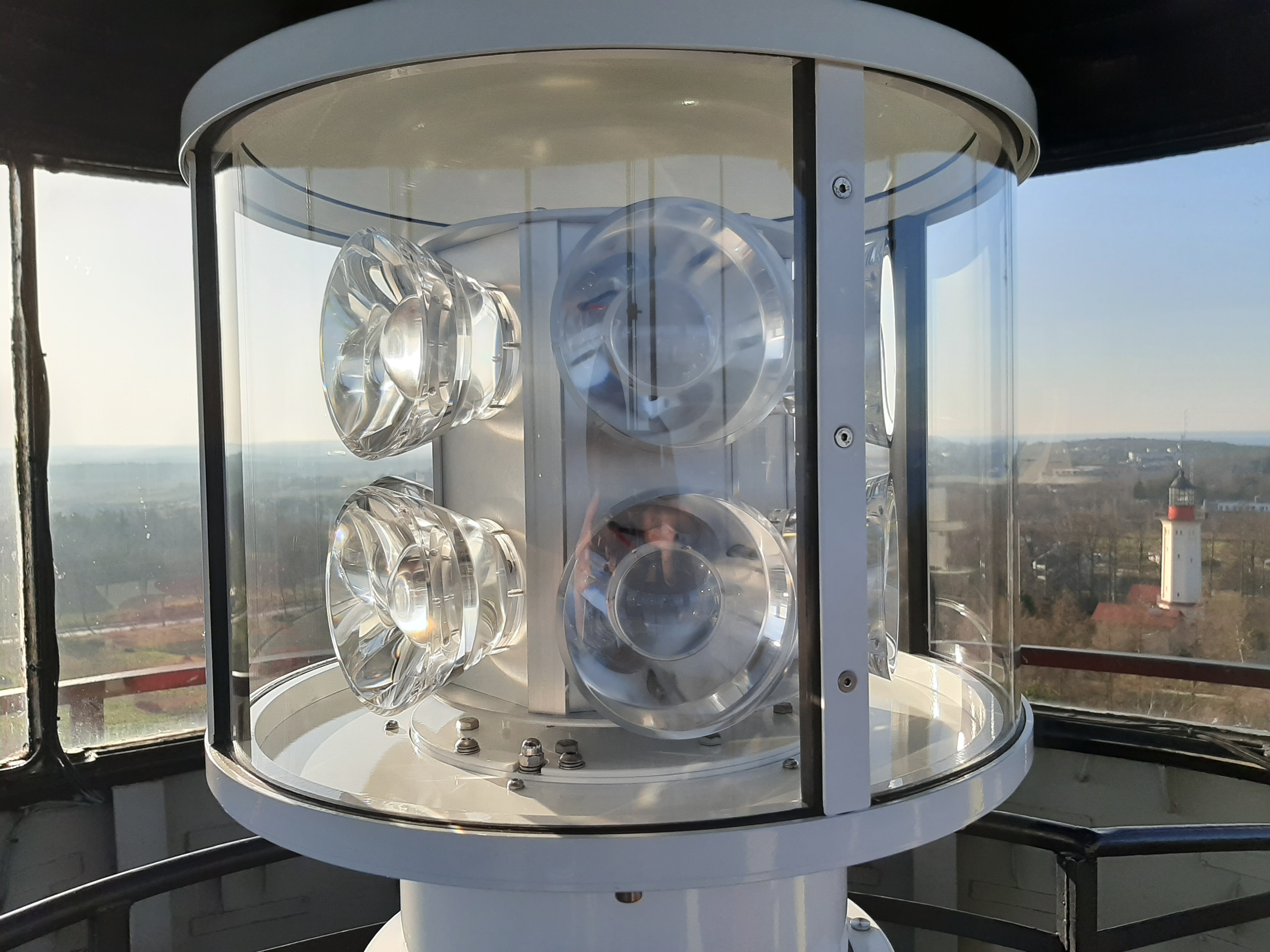
Nowa lampa obrotowa od 1 grudnia 2019 roku, z reflektorami LED dalekiego zasięgu.

Źródłem światła (od 1 grudnia 2019) są dwa reflektory LED dalekiego zasięgu o wysokiej mocy, jeden nad drugim, o średnicy 13 cm każdy. Reflektory umieszczone są na panelu obrotowym typu MFR 400, który składa się z sześciu ścianek. Naraz włączone jest 12 reflektorów LED. Obroty panelu są ustawione na 3,33 obr./min. Łączny pobór mocy (światło + napęd) 45 W. Awaryjne zasilanie bateryjne zapewnia 24h ciągłej pracy. Producentem całej lampy jest firma MEDITERRANEO SEÑALES MARITIMAS S.L. w VALENCIA – Hiszpania.

## Historia „starej/czynnej latarni”

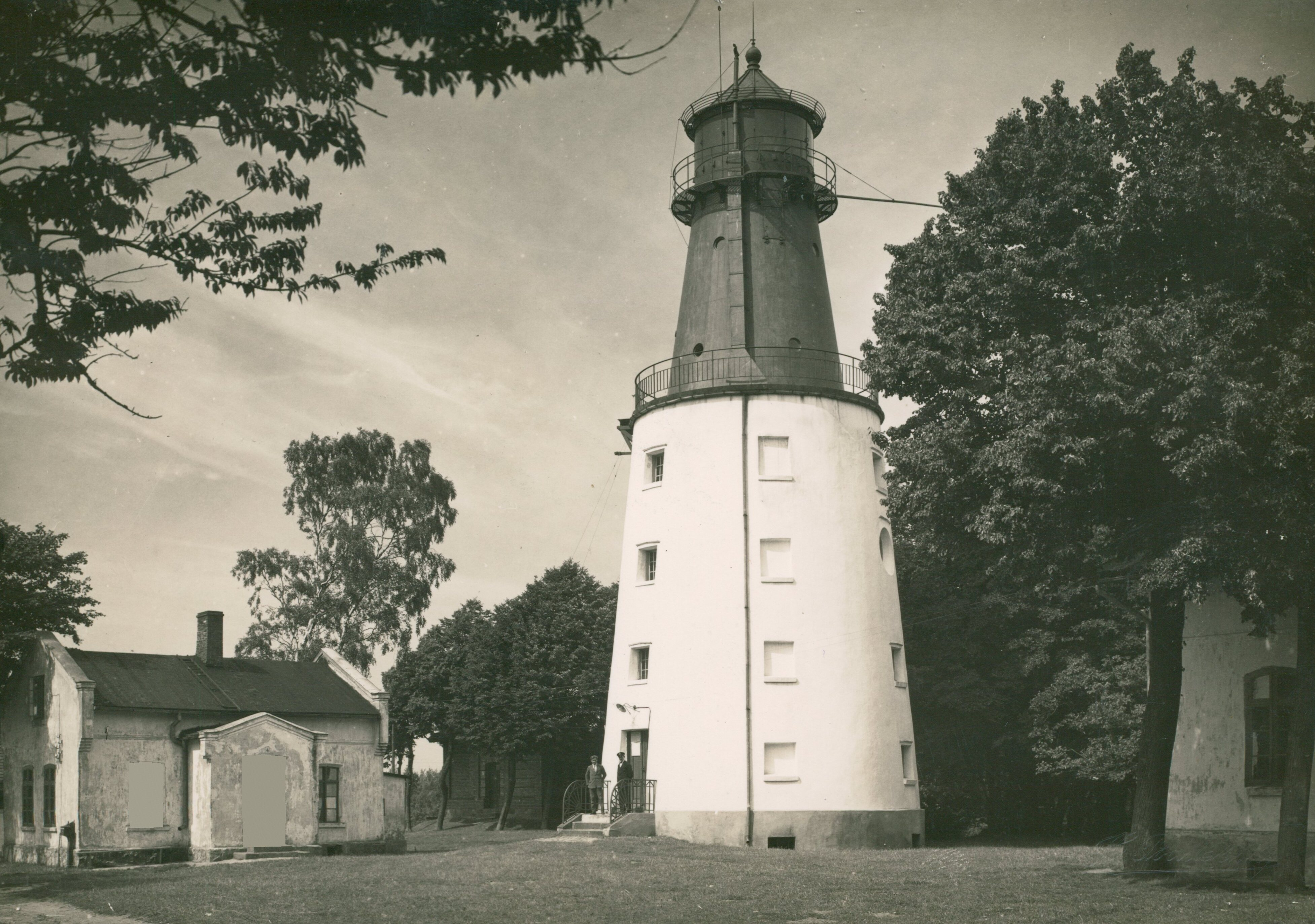
Widok latarni w latach 30. XX w.

Latarnia znajduje się we wsi Rozewie, dziś przy ul. Leona Wzorka 1. Jest administrowana przez Urząd Morski w Gdyni. Nosi imię Stefana Żeromskiego; jest udostępniona do zwiedzania.
Legenda, że Stefan Żeromski pisał tu powieść „Wiatr od morza”, jest autorstwa jej długoletniego latarnika Leona Wzorka (1920-1939). W rzeczywistości Żeromski faktycznie tylko zwiedził tę rozewską latarnię, a powieść napisał w Warszawie. Dla uplastycznienia tej legendy L. Wzorek zaaranżował w latarni nawet „pokój Żeromskiego” w którym miał mieszkać i pisać powieść.
Wzorkowie związali się z latarnią od 1920 roku, kiedy to Leon Wzorek podjął tu pracę w charakterze latarnika. Pracował na tym stanowisku do wybuchu II wojny światowej we wrześniu 1939 roku, a następnie włączeniu tego obszaru w skład III Rzeszy. Po II wojnie, w latach 1945–1975, służbę latarnika pełnił jego brat – Władysław, a po nim jego syn – Zbigniew, który na emeryturę przeszedł w 1980 roku.
Według spisu powszechnego z 1921 roku w latarni morskiej Rozewie mieszkało 5 osób, a w osadzie Rozewie 6 osób.

## Nieczynna latarnia

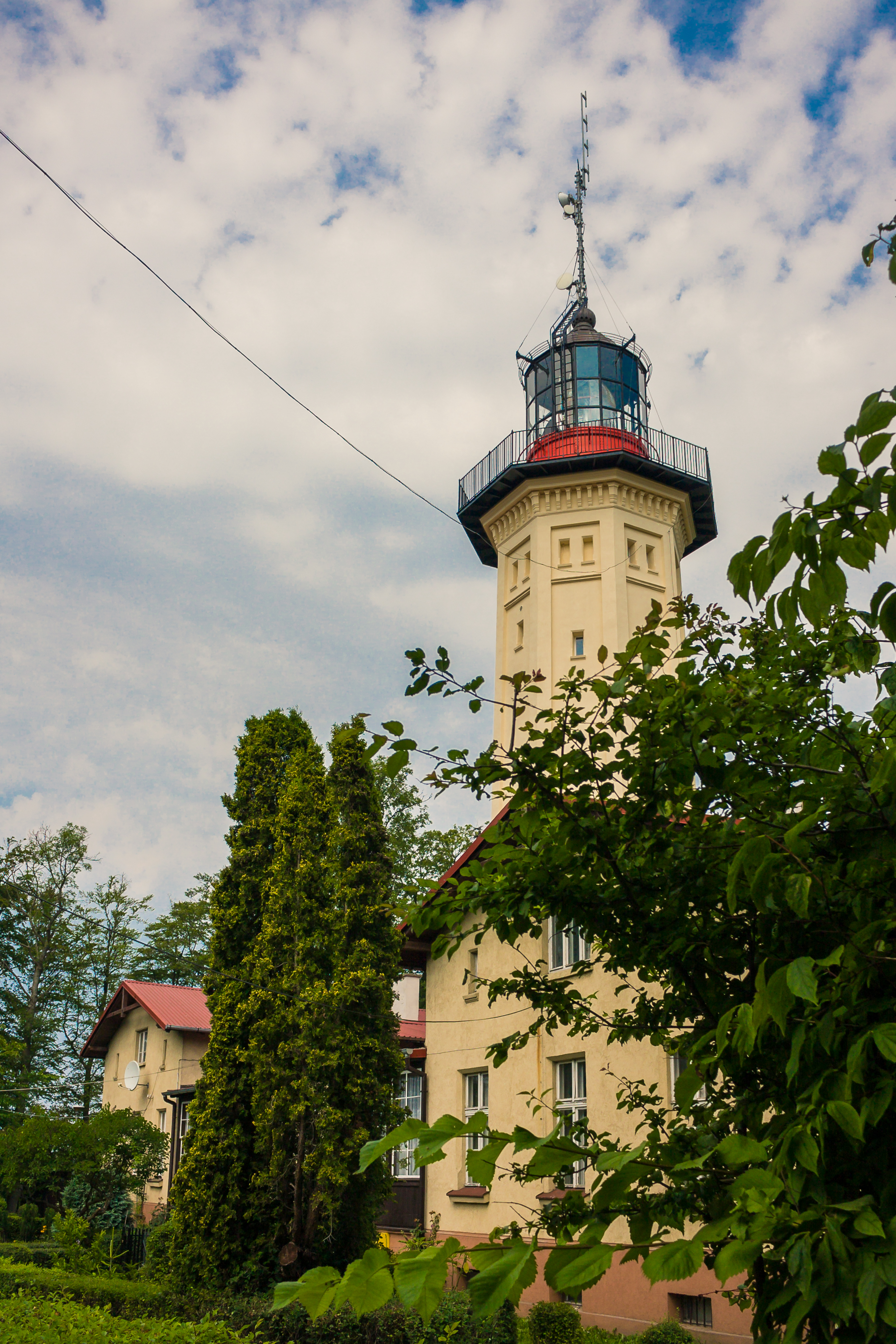
Nieczynna, „nowa” latarnia morska w Rozewiu

Prawidłowa nazwa: „nowa”, „druga” lub „Rozewie II”
- Położenie: 54°49,84′ N 18°20,00′ E
- Wysokość wieży: 23,8 m
- Wysokość światła: 72,2 m n.p.m.(funkcjonowało w latach 1875–1910)

## Legenda
W XVII wieku w okolicach Rozewia rozbił się szwedzki statek, którego cała załoga wraz z kapitanem zginęła. Ocalała tylko córka kapitana, uratowana przez rybaka. Zrozpaczona, zamieszkała w Rozewiu i postanowiła co noc rozpalać ognisko na wzgórzu, by innych żeglarzy nie spotkał taki sam los. Niektórzy mówią, że pomagała jej w tym miejscowa ludność. Córka kapitana paliła ogniska co noc, aż do swojej śmierci.
Być może statek szwedzkiego kapitana rozbił się o wystającą w tym miejscu z wody skałę, zwaną przez rybaków „diabelską skałą” lub „czarcim kamieniem”, pod którym zgodnie z rybackimi opowiadaniami siedzi diabeł i topi wszystkie obiekty, które znajdą się w jego zasięgu.

## Historia

### Kalendarium
Czynna „stara” latarnia
- 15 listopada 1822 – uruchomienie latarni
- 1910 – modernizacja – podwyższenie wieży o stożkową część i dodanie nowej laterny
- 1978 – modernizacja – podwyższenie wieży o część walcową i wstawienie nowej aparatury optycznej

Nieczynna „nowa” latarnia
- 1875 – uruchomienie latarni
- Od 1875 do 1910 – równoczesne funkcjonowanie ze „starą” latarnią

Przylądek Rozewie od dawna stanowił ważny punkt nawigacyjny na mapach południowego Bałtyku. W XV wieku w Locji (Flamandia) wspominane jest Rozewie pod nazwą Pasehoned. Latarnia na przylądku Rozewie pierwszy raz umieszczona została na szwedzkiej mapie Zatoki Puckiej z 1696 roku.
Decyzję o budowie nowoczesnej latarni podjęto w 1807, gdy statki francuskie płynące z zaopatrzeniem dla Wielkiej Armii napoleońskiej do portu gdańskiego, często myliły w nocy latarnię rozewską z helską i zmieniając kurs na Zatokę Gdańską za Rozewiem, kończyły rejs na mieliznach przy plażach Mierzei Helskiej.
W 1821 roku rozpoczęto budowę latarni murowanej. Okrągła 13,3 metrowa, czterokondygnacyjna  wieża zwężająca się ku górze zbudowana została z kamieni narzutowych, otynkowana i pomalowana na biało. Na szczycie kamiennej wieży dzisiejszej (czynnej) latarni, umieszczono sześciokątną laternę w kolorze ciemnobrązowym ze stożkowym dachem, którego szczyt znajdował się na wysokości 21,3 m. Zaświeciła ona 15 listopada 1822. Zapalono 15 lamp na olej rzepakowy Arganda ustawionych półkoliście w dwóch rzędach: na wyższym (6 lamp) i niższym (7 lamp). Na trzeciej kondygnacji umieszczono pozostałe dwie lampy. Latarnia świeciła białym stałym światłem na odległość 21,7 Mm. Po 44 latach eksploatacji lampy wymieniono na aparat Fresnela I klasy, lecz charakterystyka światła pozostała niezmieniona. Lampę zapalano 15 minut przed zachodem słońca, a gaszono o świcie. Zasięg latarni wynosił 21,7 Mm.
Wzrost intensywności żeglugi w drugiej połowie XIX w., skutkował częstymi pomyłkami nawigacyjnymi przechodzących w nocy koło Rozewia statków, kierujących się na Zatokę Gdańską, a mylących Rozewie z Helem, czego efektem było utknięcie na mieliznach między Chałupami a Jastarnią. By temu zapobiec, zbudowano drugą latarnię (dziś: nieczynna latarnia), czyli zdublowano światła latarni na Rozewiu w celu łatwego odróżnienia świateł latarni rozewskich od sąsiednich latarni (m.in. w Czołpinie i na Helu). Druga latarnia na Rozewiu (nieczynna latarnia), świeciła od 1875 r. do 1910 r. Była wyposażona w aparat Fresnela I klasy na naftę. Obie latarnie świeciły światłem białym stałym i miały taki sam zasięg. „Nowa latarnia” przestała być potrzebna po modernizacji pierwszej latarni (czynna/stara latarnia), m.in. wyposażeniu jej w oświetlenie elektryczne o większym zasięgu i unikalnej charakterystyce świecenia. Do ok. 1990 wieża nieczynnej latarni była eksploatowana jako wieża obserwacyjna i miejsce lokalizacji anteny radaru strażnicy WOP.
W 1910 roku „pierwszą” latarnię (czynna latarnia), z uwagi na rosnący las bukowy, zasłaniający światło latarni od strony morza, podwyższono o 5 metrów, używając tak zwanych tubingów i zmodernizowano, zmieniając oświetlenie na elektryczne. Dobudowano na szczycie kamiennej wieży stożkową konstrukcję stalową i na jej szczycie zamontowano nową laternę.
W okresie międzywojennym wykonano kilka inwestycji dotyczących latarni m.in. przebudowano syrenownię, zainstalowano urządzenia automatycznej radiostacji, wzniesiono maszt antenowy a górną wieżę pomalowano na kolor czerwony. Uhonorowano wtedy również dokonania Stefana Żeromskiego, którego imieniem, 29 czerwca 1933, nazwano
rozewską latarnię. 1 lipca 1933 odsłonięto tablicę ku pamięci pisarza, która została zniszczona podczas II wojny światowej. Po wojnie Rozewie było pierwszą latarnią, której blask oświecił drogę żeglarzom.
Od 1945 roku latarnia jest także radiolatarnią o znaku RO (• – •   – – – według alfabetu Morse’a). Po 1998 sygnał ten był nadawany na życzenie, z uwagi na ograniczenie prac radiolatarni i powszechność GPS – IALA. Obecnie radiolatarnia Rozewie nie figuruje w wykazie polskich radiolatarń
W 1972 roku decyzją Wojewódzkiego Konserwatora Zabytków latarnia „Rozewie I” została wpisana do rejestru zabytków. Pozostała część zespołu latarni morskiej, wraz z latarnią „Rozewie II”, została wpisana do rejestru w 2014 r..
W czerwcu 1978 roku latarnię podwyższono o 8 metrów (przez wstawienie 8-metrowego walca metalowego – nie mylić z tubingiem – przy pomocy dźwigu samojezdnego), ponieważ rosnące drzewa (rezerwat – las bukowy), zaczęły zasłaniać światło od strony morza. Zainstalowano nowe źródło światła. Jest to jeden panel dwustronny na obrotowym stole, który po każdej stronie posiada po 20 reflektorów halogenowych.
Pozostawiono stary reflektor i wyposażenie elektryczne z lat 20. XX w. na swoim miejscu: wewnątrz nowego walca metalowego z 1978 r., w celach muzealnych (Muzeum Latarni Morskich w Rozewiu).
W 1994 roku zamontowano stację referencyjną GPS pozwalającą określić pozycję w pobliżu latarni z dokładnością do 5-10 metrów.
Ponadto na latarni Rozewie znajduje się jedna z jedenastu stacji brzegowych polskiego wybrzeża systemu AIS-PL projektu HELCOM. System umożliwia automatyczne monitorowanie ruchu statków w strefie przybrzeżnej. Antena stacji na Rozewiu ma wysokość 85 m. n.p.m.
Przy czynnej latarni znajduje się siłownia oraz sprężarki służące do uruchamiania sygnału mgłowego („buczka mgłowego” zainstalowanego w 1877 roku, połączonego rurami pneumatycznymi ze sprężarkami), zlokalizowanego w lesie na cyplu, koło zabudowań latarni. Zmiana przepisów IALA, rozwój GPS i powszechne wyposażanie statków w radary nawigacyjne, spowodowało, że od 1991 roku sygnały mgłowe nie są nadawane.

## Latarnicy
| - córka szwedzkiego kapitana, którego statek rozbił się w pobliżu Rozewia w XVII wieku, a następnie jej dzieci i wnukowie? - Heine? 1900-1912 - Kister Leopold 1909-1930 - Behmke Augustyn 1910-1918 - Gede Artur 1912-1920 - Niklas Ignacy 1912-1930 - Leon Wzorek 1920-1939 - Adrian Józef 1920-1937 | - Radziejewski Jan 1920-1935 - Behmke Józef 1930–1939 - Żaczek Teofil 1930–1939 - Adolf Bolesław 1939-1971 - Wzorek Władysław 1945-1975 - Ciskowski Leon 1945-1977 - Adrian Augustyn 1946-1984 - Krężałek Aleksander 1971-2015 - Rudziński Zbigniew 1972-1973 | - Wzorek Zbigniew 1973-1985 - Ciechanowski Zdzisław 1977-2015 - Adrian Roman 1983-1985 - Mukowski Jerzy 1985-1996 - Hincka Franciszek 1985-1987 - Kozakow Sławomir 1987-1991 - Adrian Roman 2015 - 2024 - Krężałek Artur 1997- - Andrzej Sikorra 2015- - Sławomir Nastarowicz 2025- |

## Muzeum
Obecnie w latarni mieści się muzeum latarnictwa, które jest filią Narodowego Muzeum Morskiego w Gdańsku. W muzeum znajduje się stary reflektor latarni Rozewie z tarczową soczewką Fresnela (reflektor tego typu działał w latarni na Rozewiu przed jej podwyższeniem i nadal można go zobaczyć w latarni), światła nawigacyjne oraz modele dawnych latarń począwszy od starożytnej latarni na wyspie Faros.
Na ścianie wieży wisi tablica upamiętniająca Leona Wzorka, latarnika, który we wrześniu 1939 pozostał na posterunku mimo nadchodzących Niemców. 11 września 1939 został przez Niemców aresztowany i rozstrzelany w Piaśnicy.
W sąsiednim budynku z ceglanym kominem mieści się stara maszynownia z lokomobilą stałą, generatorami prądotwórczymi, sprężarką i tablicami rozdzielczymi (dostępna dla zwiedzających latarnię), a w pobliżu latarni rozmieszczone są znaki nawigacyjne. Stojące na odludziu latarnie musiały być niezależne, dlatego miały własny generator prądu. Maszyna parowa napędzająca prądnice również napędzała kompresory: sprężone powietrze w mgielne dni uruchamiało buczki w pobliskiej syrenowni. Latarnik często ze swą rodziną musiał być samowystarczalny, stąd obok latarni znajduje się budynek wędzarni i jednocześnie piekarni.
W latarni znajduje się tablica poświęcona Stefanowi Żeromskiemu, a obok latarni mały pomnik – popiersie pisarza.
Ze względu na strome schody latarnia nie jest dostępna dla dzieci poniżej czwartego roku życia.

## Dojazd
- Od centrum Władysławowa (stacja kolejowa) 6,6 km drogą w kierunku Jastrzębiej Góry. Koło latarni są dwa parkingi – pierwszy dla autobusów i samochodów, drugi na końcu ul. Wzorka tylko dla samochodów osobowych.

- Od centrum Jastrzębiej Góry 2,5 km drogą w kierunku Władysławowa. Koło latarni są dwa parkingi – pierwszy dla autobusów i samochodów, drugi na końcu ul. Wzorka tylko dla samochodów osobowych.

## Galeria

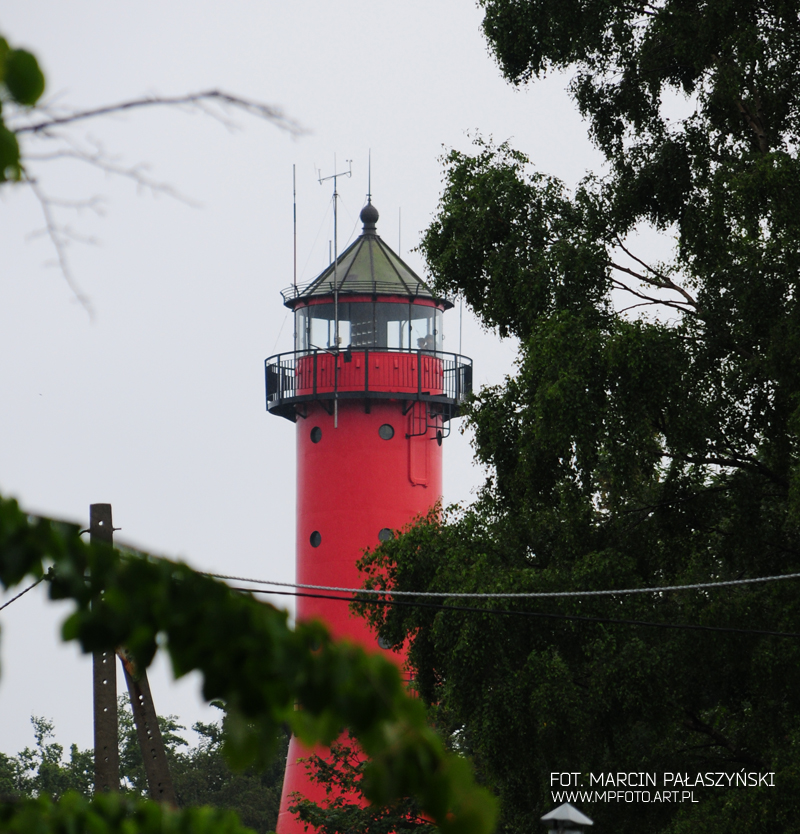
Latarnia Morska Rozewie – Widok z przystanku PKS-u w stronę Helu.
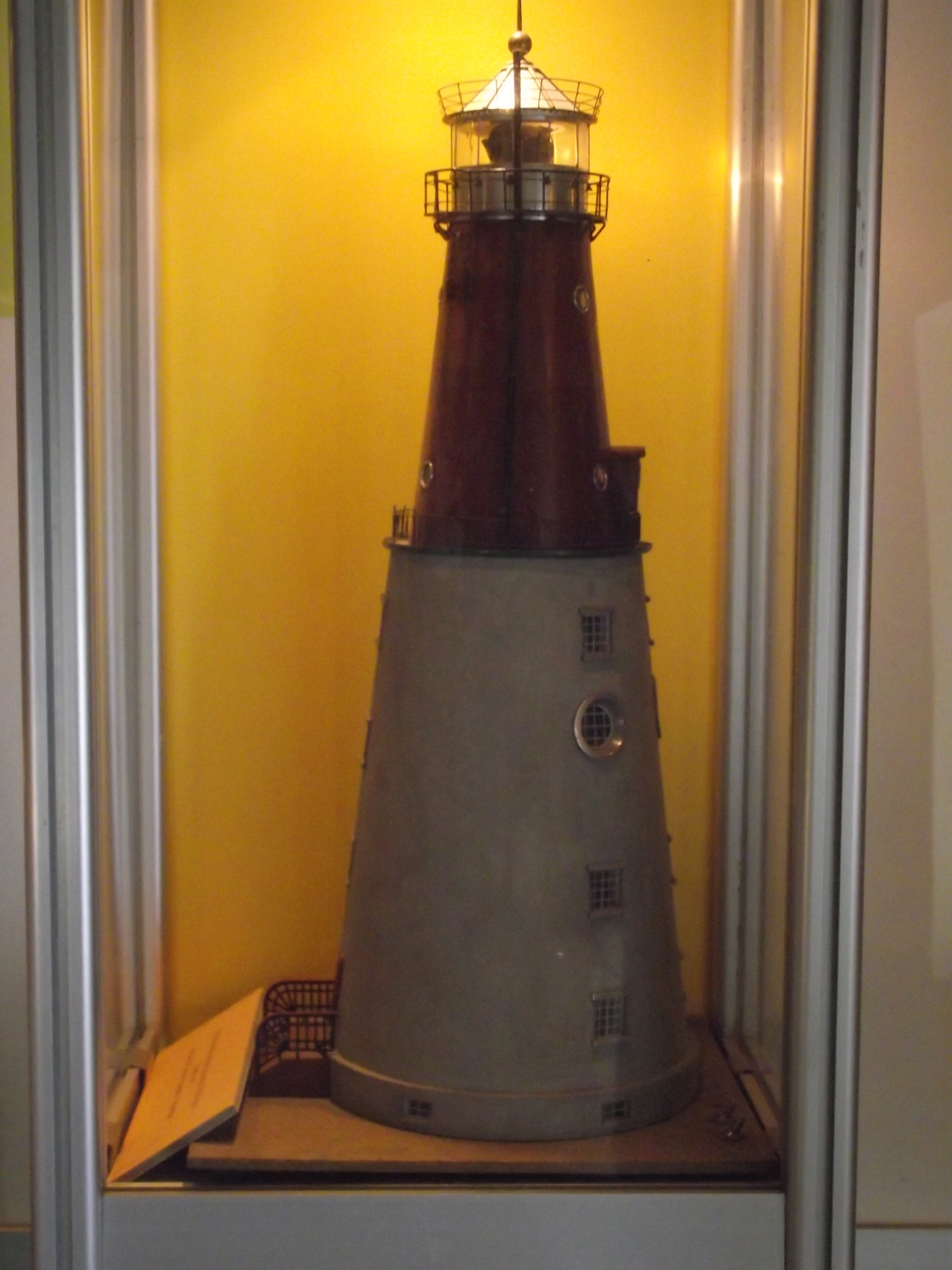
Stara Latarnia po pierwszym podwyższeniu (model znajdujący się wewnątrz latarni).
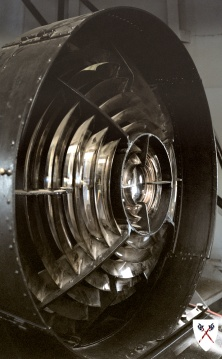
Stary reflektor z soczewką Fresnela latarni Rozewie z lat 1910–1978
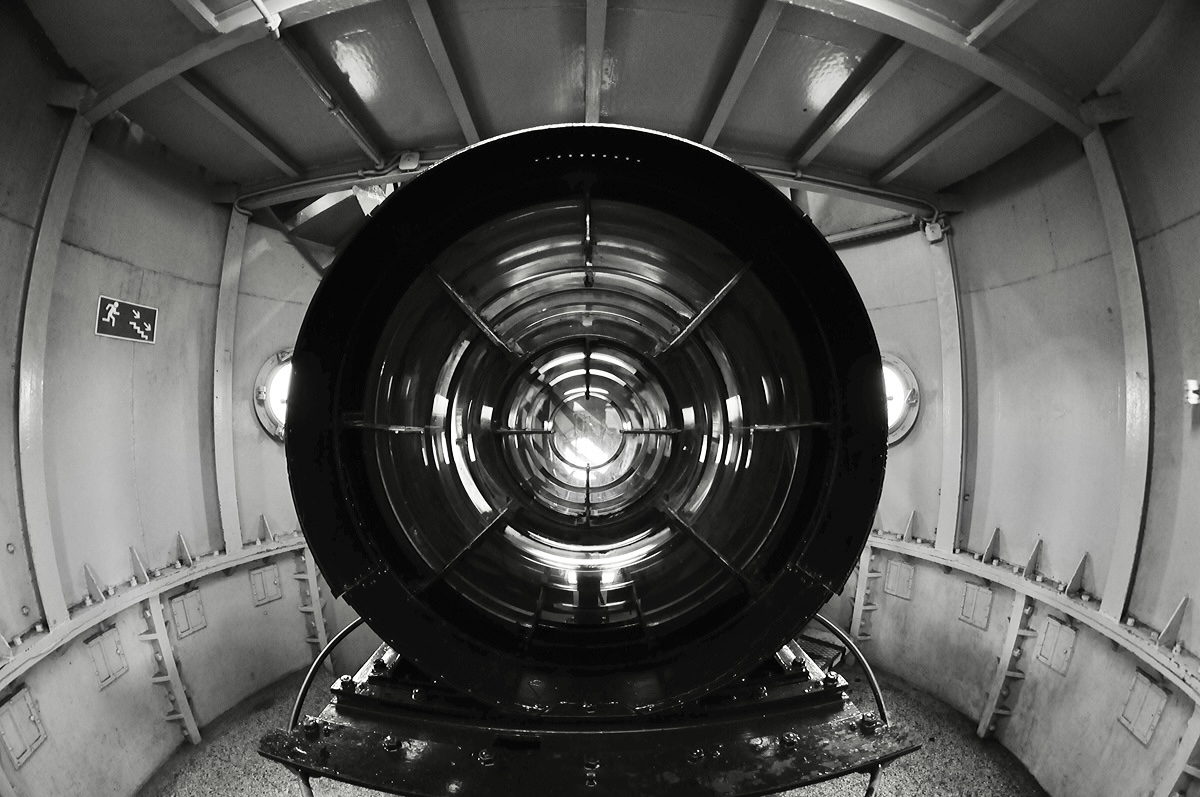
Reflektor z soczewką Fresnela (część muzealna)
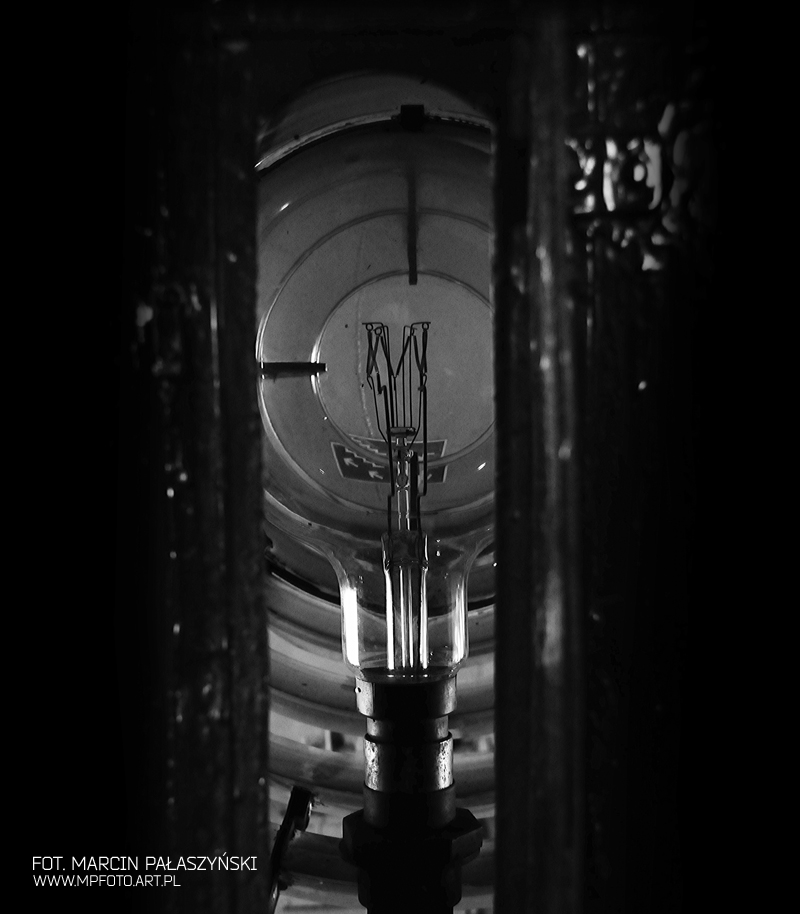
Żarówka w reflektorze Fresnela
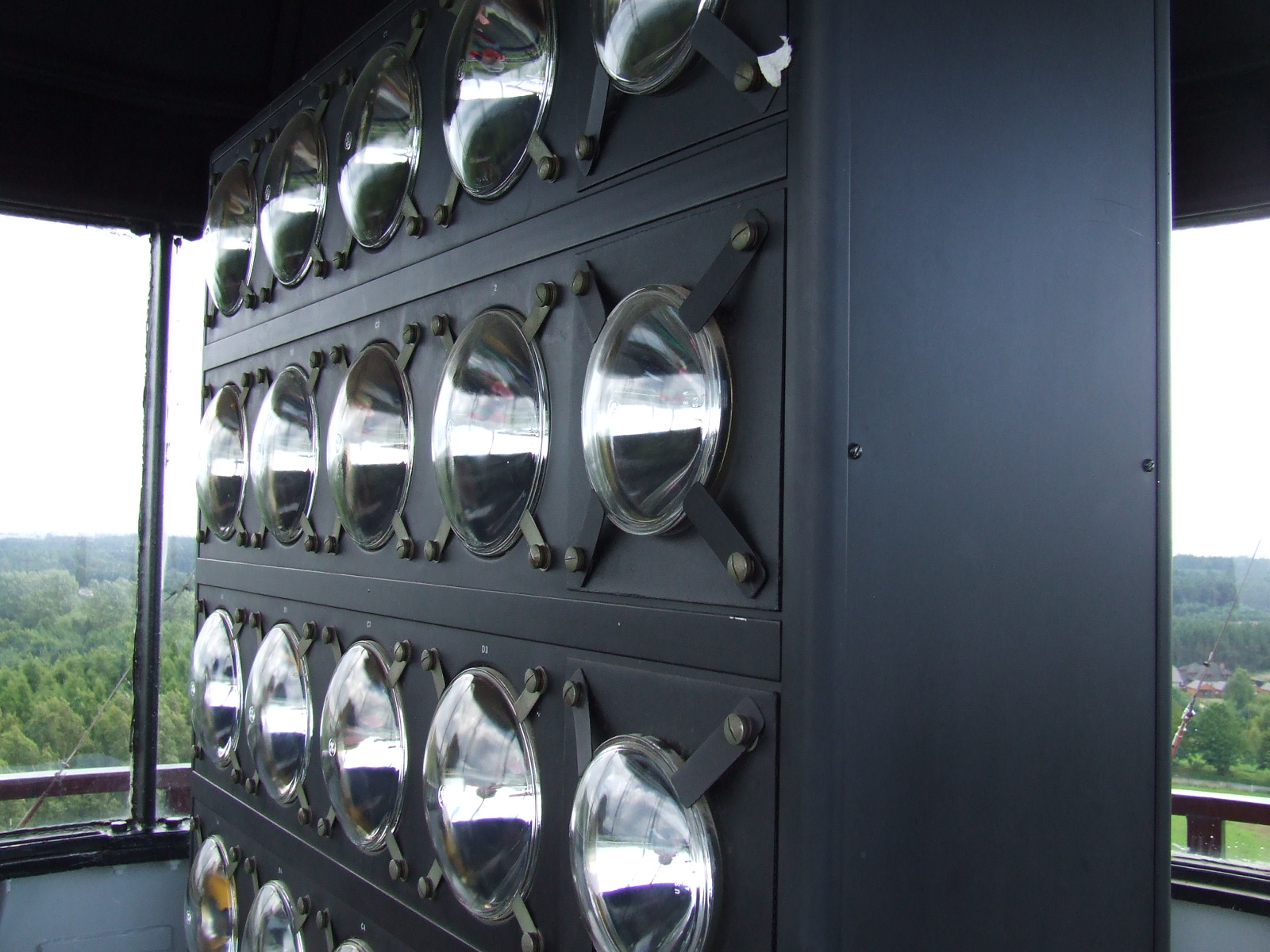
Współczesny reflektor latarni na Rozewiu (do listopada 2019)
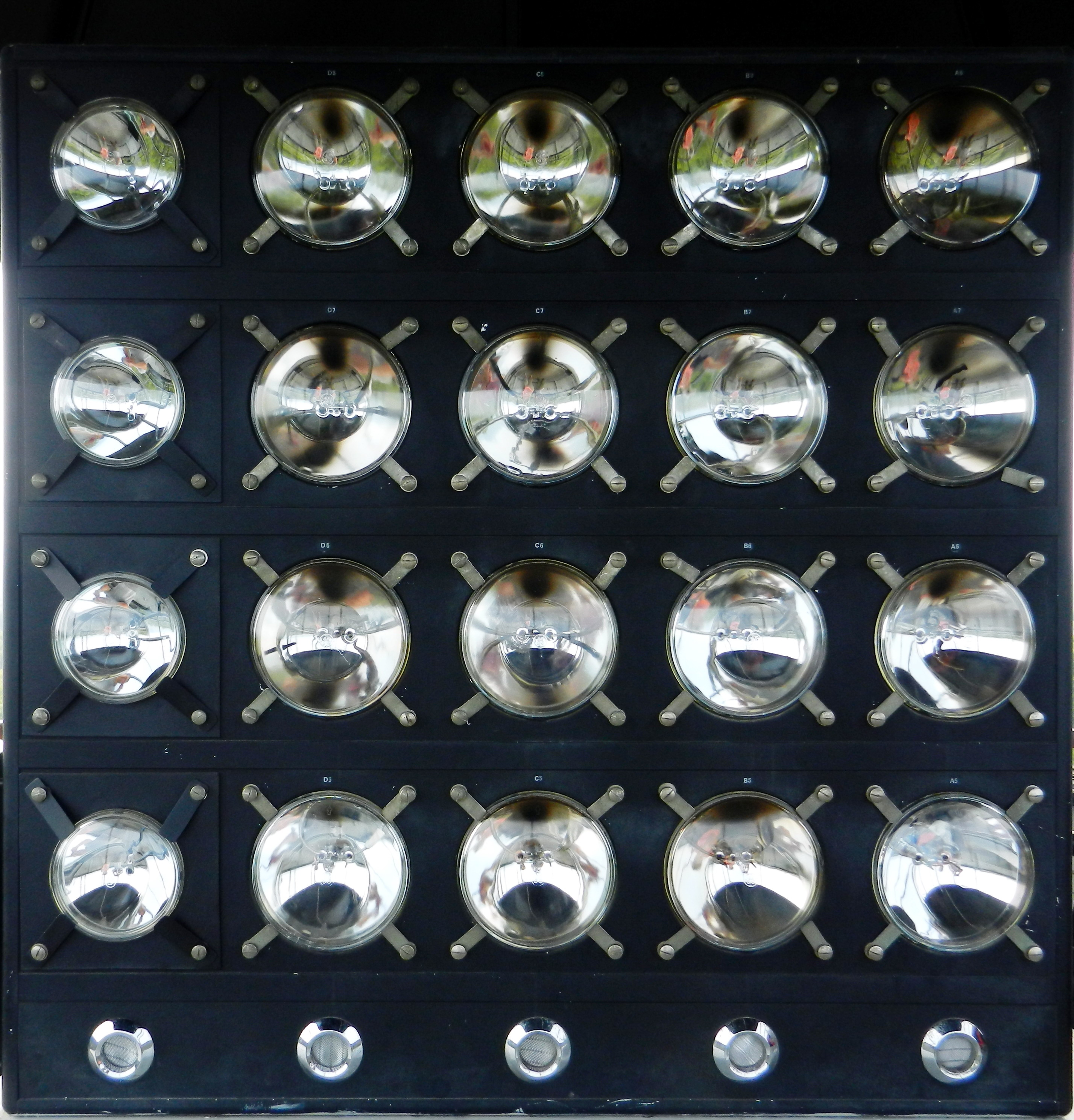
Układ lamp
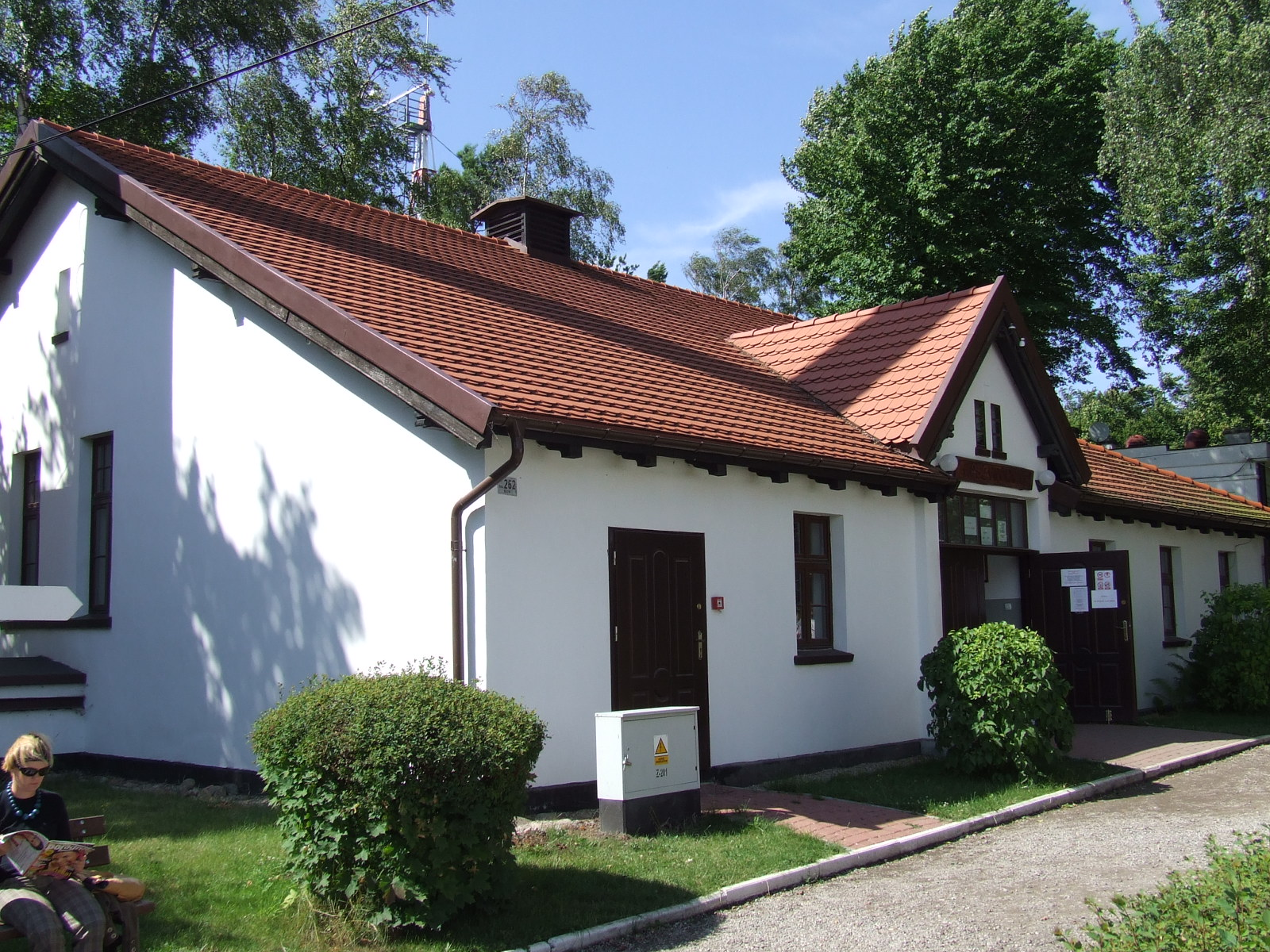
Maszynownia latarni na Rozewiu
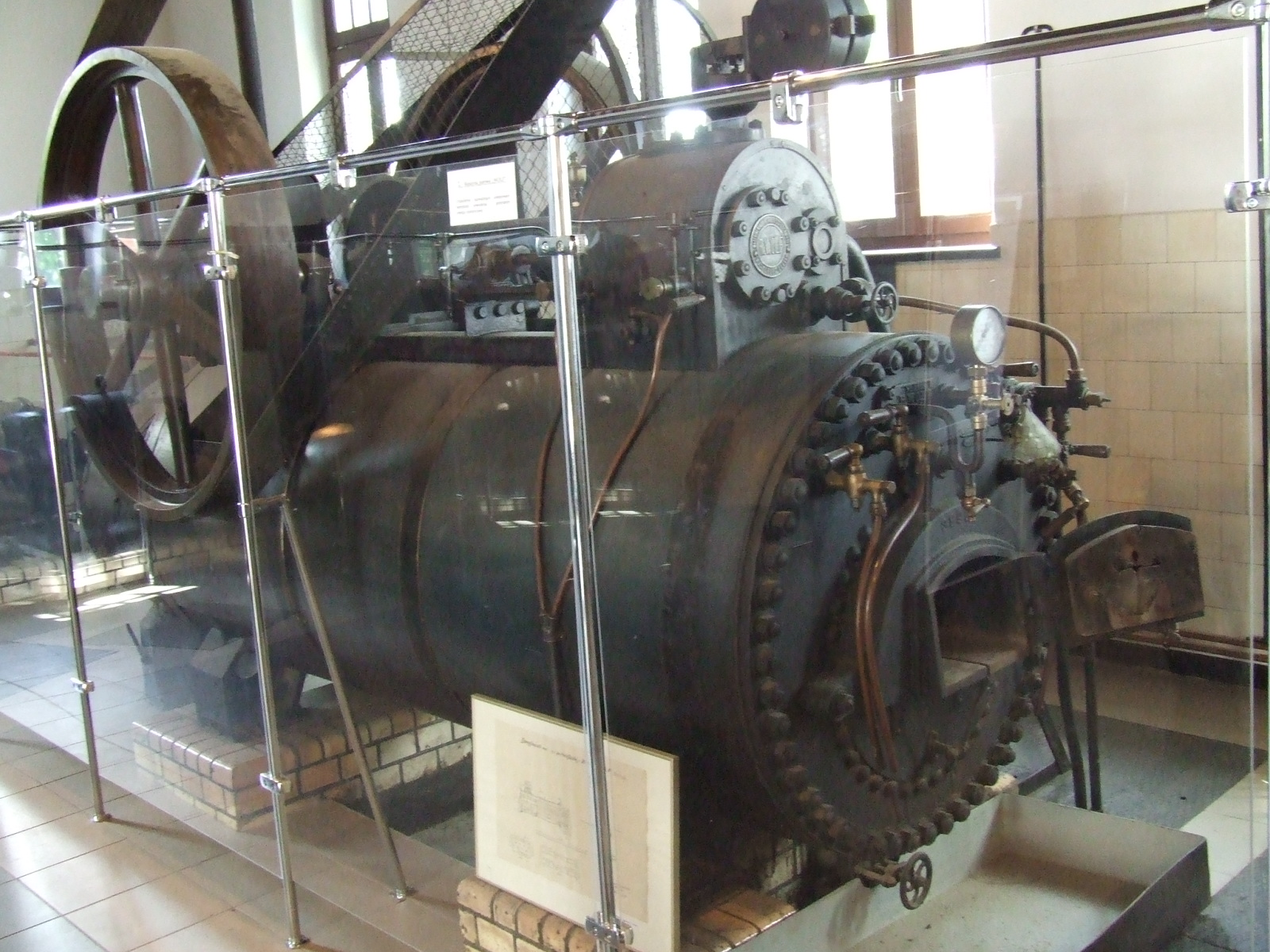
Lokomobila napędzająca generator prądotwórczy i kompresory
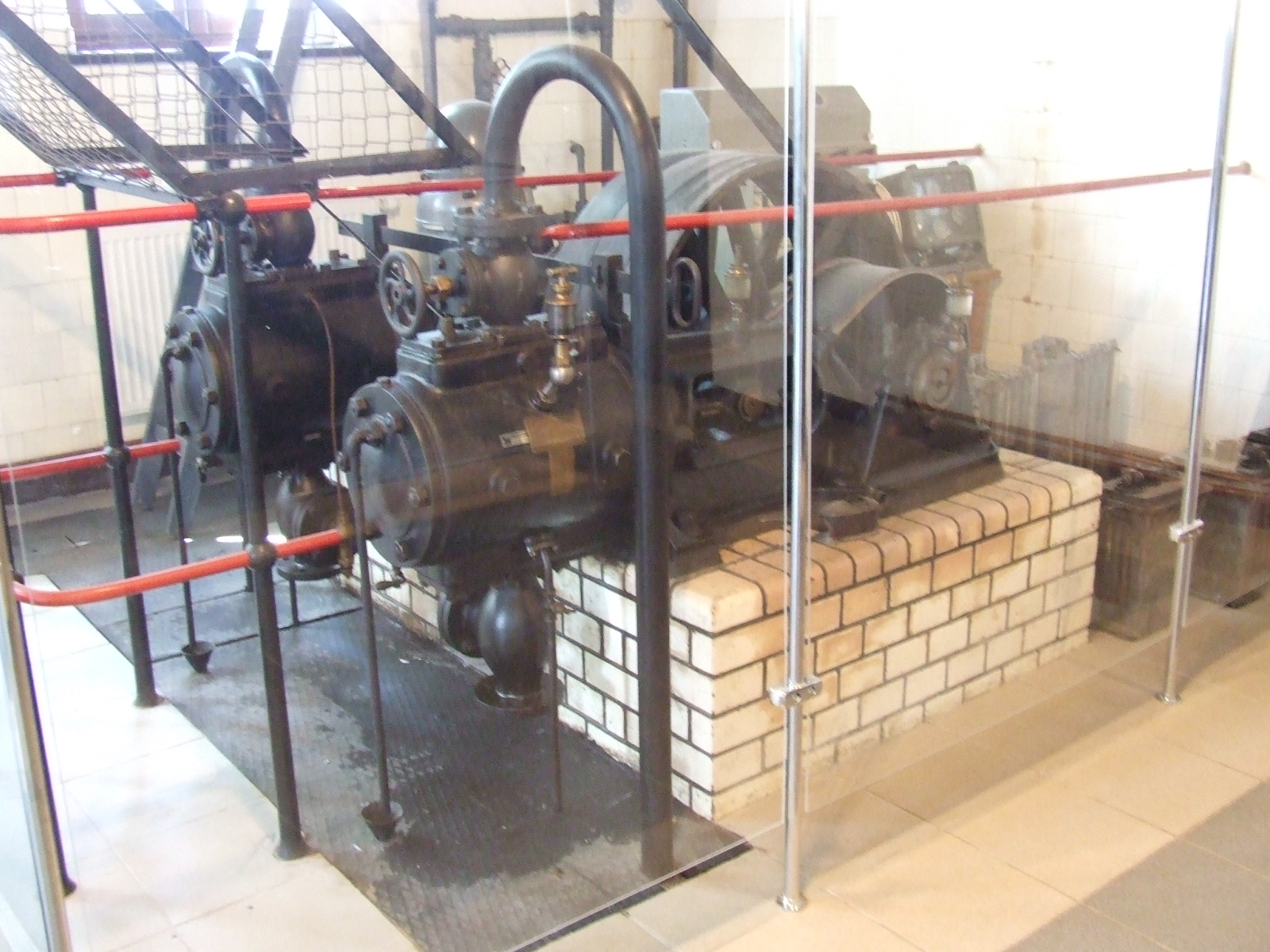
Kompresory z maszynowni przy latarni
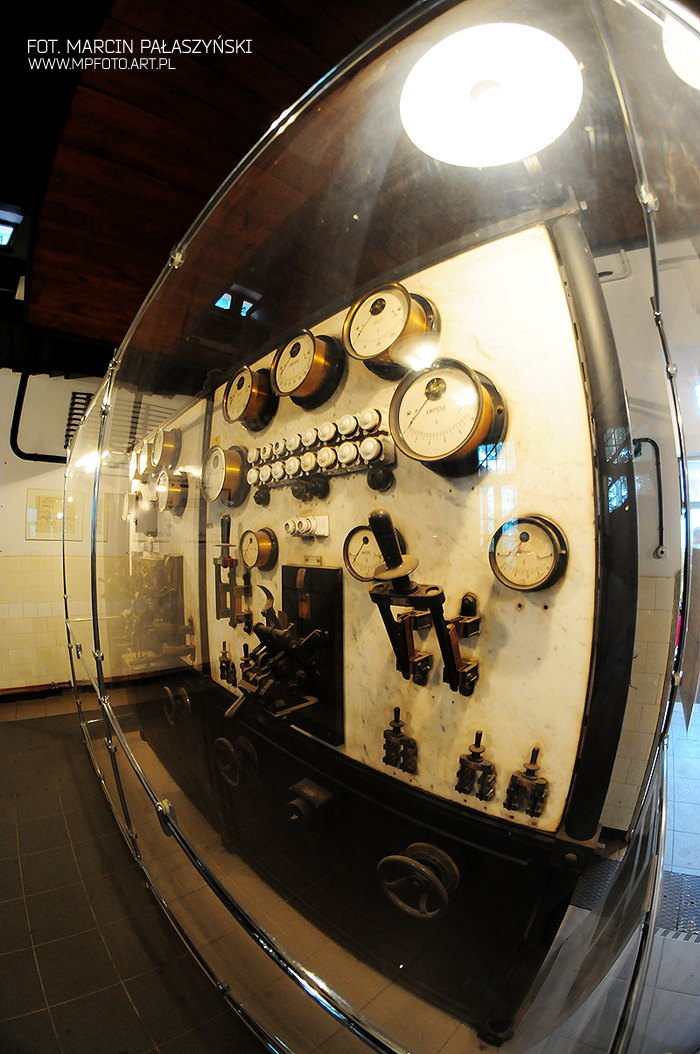
Aparatura Sterująca Maszynownią (część muzealna)
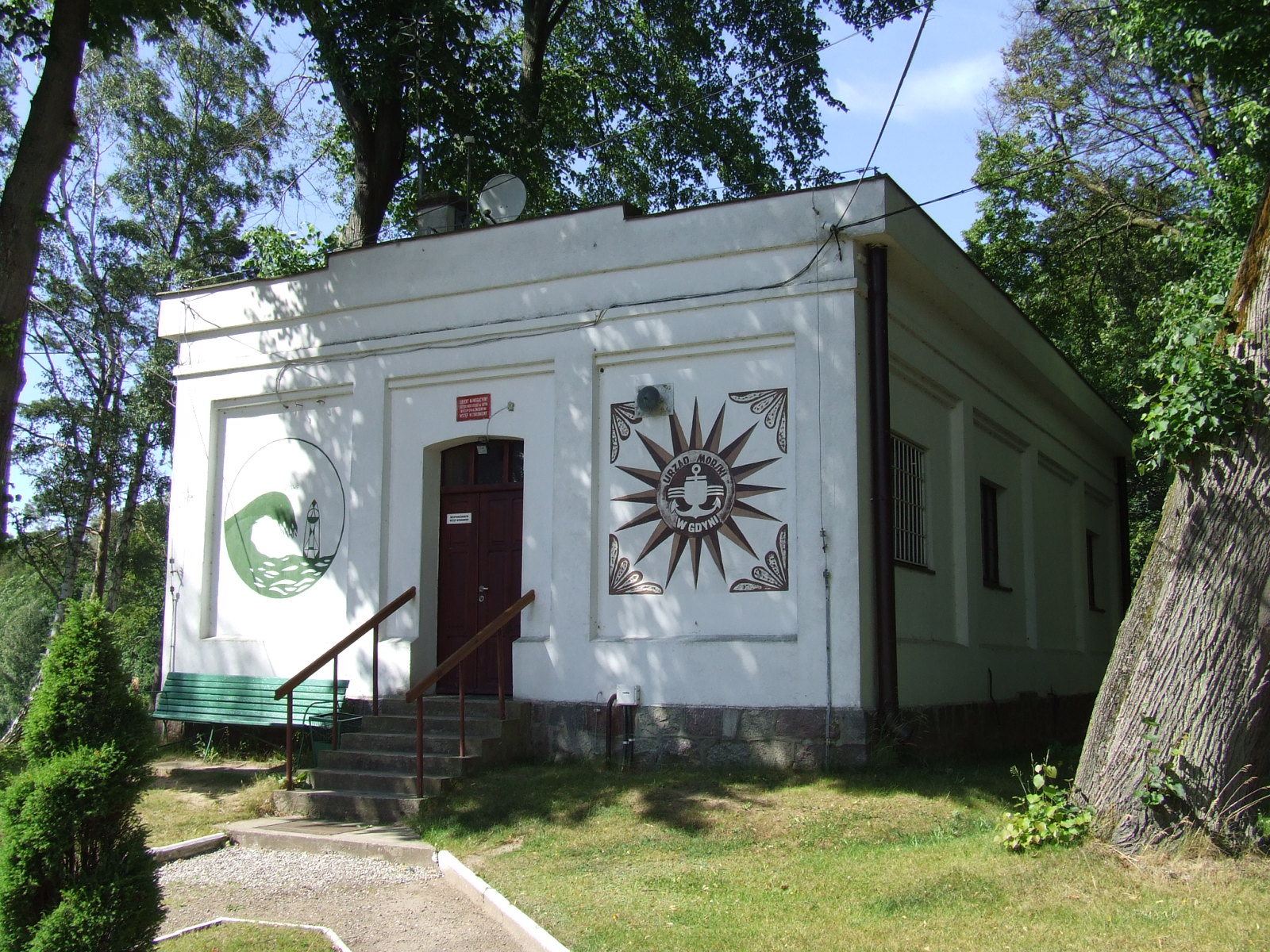
Syrenownia
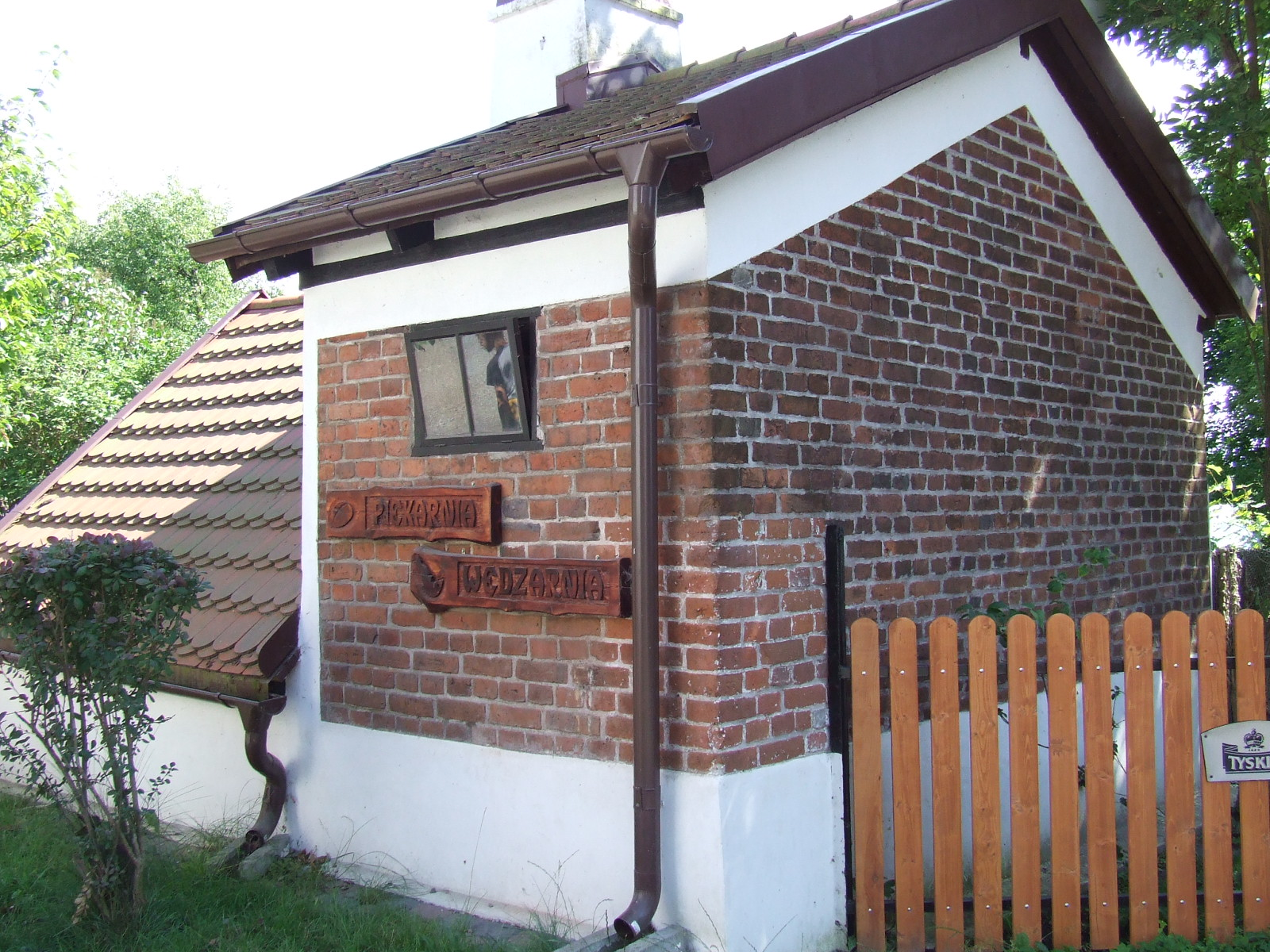
Wędzarnia i piekarnia latarnika
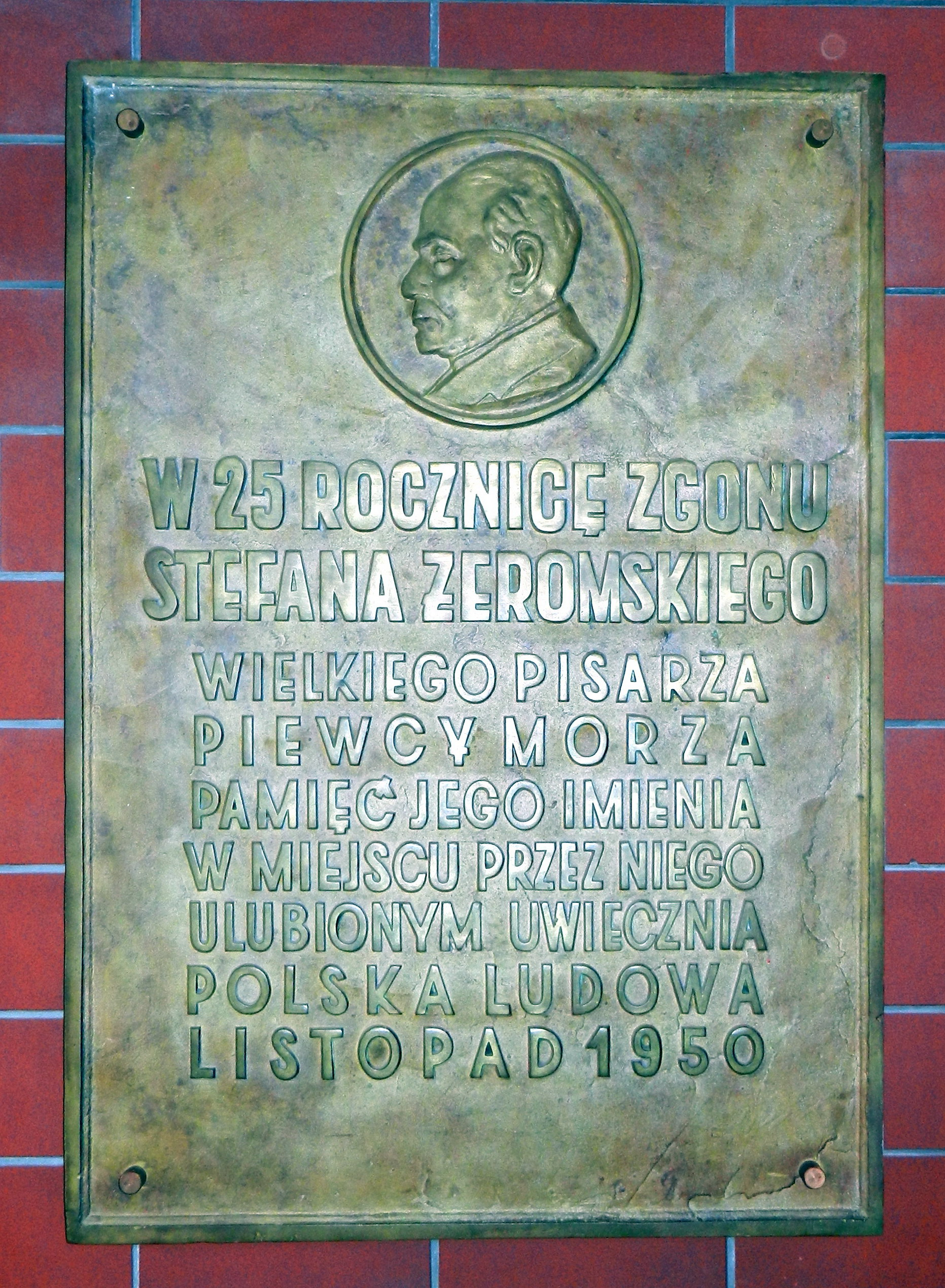
Tablica pamięci Stefana Żeromskiego
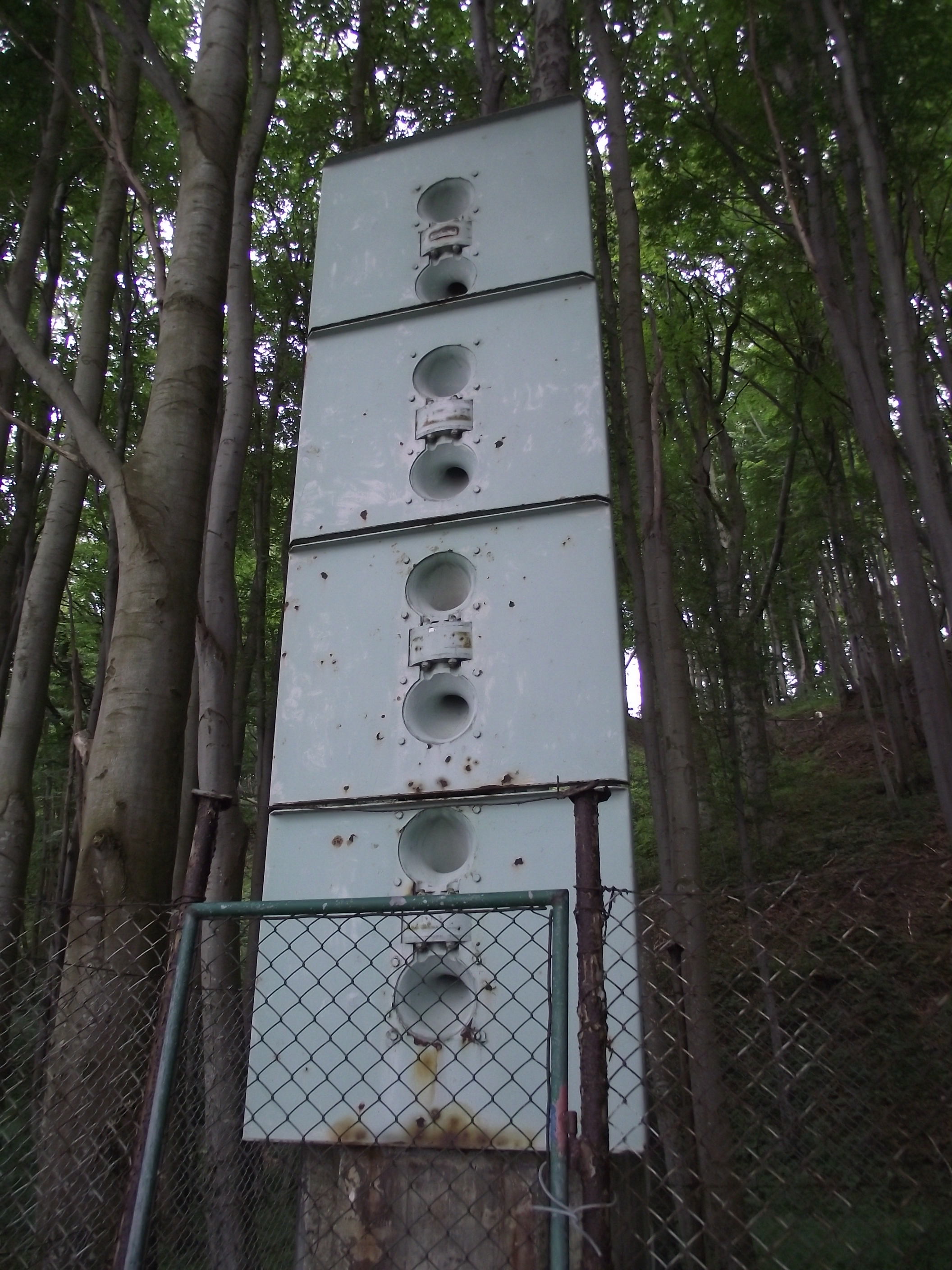
Nautofon na klifie
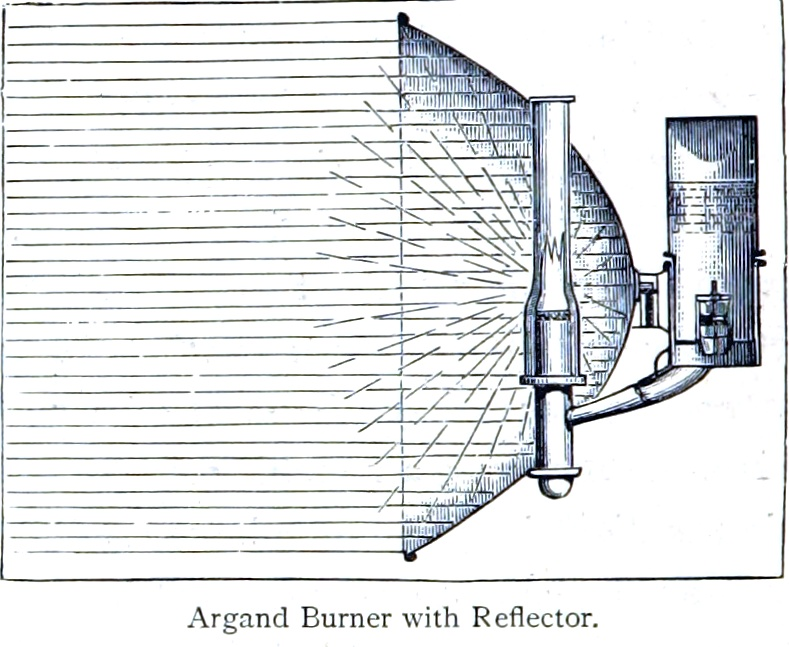
lampa olejowa z palnikiem Arganda i reflektorem używana jako źródło światła latarni morskich w XIX w.